# Jorge Sampaio
Jorge Fernando Blanco de Sampaio, född 18 september 1939 i Lissabon, död 10 september 2021 i Carnaxide i Oeiras nära Lissabon, var Portugals president från 1996 till 2006. Han var socialdemokratisk politiker för partiet Partido Socialista (SP).
Sampaio studerade juridik vid universitetet i Lissabon och tog examen 1961. Han var advokat före den politiska karriären. Han var aktiv i revolutionen 25 april 1974. Han var borgmästare i Lissabon 1989–1996 och satt i parlamentet mellan 1979 och 1984. Han blev landets president den 9 mars 1996. Han avgick den 9 mars 2006 då hans två tillåtna perioder löpte ut och efterträddes av Aníbal Cavaco Silva.

## Utmärkelser
- Storofficer av Henrik Sjöfararens orden,  3 augusti 1983[9]
- Storkorset av Finlands Lejons orden,  8 mars 1991[10]
- Storkorset av Oranien-Nassauorden,  25 mars 1992[10]
- Storkors av Bernardo O'Higgins-orden,  5 mars 1993[10]
- Storkors av Ouissam Alaouite-orden,  27 juli 1995[10]
- Förbundsrepubliken Tysklands förtjänstorden - stora kommendörskorset med stjärna,  1996
- Galiciens guldmedalj,  1996
- Kedja av Isabella den katolskas orden,  1996[11]
- Första klass av Jaroslav den vises orden,  13 april 1998[10]
- Förbundsrepubliken Tysklands förtjänstorden - storkors av särskilda klassen,  1999
- Storkors med kedja av Karl III:s orden,  2000[12]
- Storkorsriddare med kedja av Republiken Italiens förtjänstorden,  27 november 2001[13]
- Bolivars bysts orden,  24 juni 2002[10]
- Storkorset med kedja av Finlands Vita Ros orden,  4 oktober 2002[14]
- Storkors av San Martín Befriarens orden,  12 december 2002[10]
- Storkorset av Vita dubbelkorsets orden,  1 juli 2003[15]
- Storkors av Sankt Olavs orden,  2004[16]
- Storkedja av Torn- och svärdorden,  9 mars 2006[9]
- Storkedja av Portugals frihetsorden,  9 mars 2006[9]
- Nord-Syd-priset,  2008
- Nassauska Gyllene lejonets orden,  15 september 2010[10]
- Storkedja av Henrik Sjöfararens orden,  5 april 2018[9]
- Storkors av tre ordnars band
- Storkorset av Ungerska förtjänstorden
- Nationella förtjänstorden
- Tunisiens republikorden
- Sloveniens frihetsorden
- Storkorset av Rumänska Stjärnans orden
- Storkors av Södra korsets orden
- Tre Stjärnors orden, första klass
- Vita örnens orden
- Riddare med storkors av Sankt Mikaels och Sankt Georgsorden
- Chilenska förtjänstorden
- Storkors av Hederslegionen
- Rio Branco-orden
- Vita stjärnans orden, kedjegrad
- Storkors av Vytautasorden
- Österrikiska republikens förtjänstorden i guld
- Kedja av Terra Mariana-korsets orden
- Storkors av Frälsarens orden
- Storkorsriddare av Republiken Italiens förtjänstorden
- Riddare med storkors av Victoriaorden

[Redigera Wikidata]